# رينيه ري
رينيه ري (بالفرنسية: René Rey)‏ (و. 1928 – م) هو متزلج جبال، من سويسرا، شارك في ألعاب أولمبية شتوية 1956.

## روابط خارجية
- رينيه ري على موقع الاتحاد الدولي للتزلج (التزلج على المنحدرات الثلجية) (الإنجليزية)
- رينيه ري على موقع أوليمبيديا (الإنجليزية)